# Pascal Guimier
 (décembre 2013).
Pour les articles homonymes, voir Guimier.
Pascal François Guimier (24 juillet 1960) est un journaliste français de télévision.

## Biographie

### Études
Élève au lycée Descartes de Tours, il poursuit ses études littéraires à Paris où il prépare l’École normale supérieure (Ulm) en classes préparatoires (hypokhâgne et khâgne) au lycée Henri-IV.
Inscrit en licence d’allemand à l’université de la Sorbonne (Paris IV), il intègre Institut d'études politiques de Paris (Sciences Po) d’où il sort diplômé en 1983, en même temps qu'il entreprend un DESS de correspondant de presse en pays anglo-saxon (Paris III). En 1984, il obtient le diplôme du Centre de formation des journalistes (CFJ).

### Antenne 2-France 2
Pascal Guimier entre à Antenne 2 en juin 1984 d’abord comme reporter au service informations générales.
En 1985, il est choisi par Paul Amar pour rejoindre le service de politique intérieure. Chargé d'abord de couvrir le Front national, il devient le responsable de la rubrique « Parlement » (Assemblée nationale et Sénat) aux côtés de Danièle Breem à qui il succédera en 1986.
Nommé grand reporter, Pascal Guimier part en reportage à l’étranger et remplace des correspondants permanents à titre intérimaire (Londres, Bonn, Moscou, Jérusalem).
Fin 1989, il couvre la Chute du mur de Berlin puis les suites de la « Révolution roumaine » début 1990. Cette année-là, il rejoint définitivement le service de politique étrangère : il fait ainsi partie des premiers envoyés spéciaux lors de la première Guerre du Golfe, puis couvre l’accession à l’indépendance des républiques du Caucase, les débuts de la guerre en Yougoslavie ou les soubresauts de l'Algérie face aux islamistes.
En 1992, Pascal Guimier est nommé correspondant permanent de France 2 en Allemagne et s’installe pour deux ans à Berlin.
En 1994, il est promu rédacteur en chef adjoint, d’abord au journal de 13h puis au 20h, alors présenté en alternance par Daniel Bilalian et Bruno Masure.
En 1998, Pascal Guimier est choisi par Pierre-Henri Anstam, directeur de l’Information, comme rédacteur en chef du journal de 20 h. Il y restera près de 6 ans, d’abord aux côtés de Claude Sérillon (1998-2001) puis de David Pujadas (2001-2004) après avoir vu son rôle confirmé par le nouveau directeur de l'Information, Olivier Mazerolle.
Après « l’affaire Juppé » (l’annonce erronée de son retrait immédiat de la vie politique en février 2004), Pascal Guimier doit quitter le 20h et rejoint alors la direction de l’Information (Arlette Chabot) comme responsable des « Opérations spéciales » de la chaîne. À ce titre, il organise la préparation, la couverture et le suivi éditorial de grands événements nationaux ou internationaux en direct : les 60 ans du débarquement allié en Normandie (juin 2004), la réélection de George W. Bush (novembre 2004), la commémoration de la libération des camps d’extermination nazis (janvier 2005) ou encore la mort du pape Jean-Paul II (avril 2005). Parallèlement, Pascal Guimier dirige le service "Prévisions" pour tous les journaux de la chaîne et anime chaque semaine la grande conférence qui rassemble autour d'une même table tous les rédacteurs en chef et chefs de service de France 2.

### Arte
En 2006, Pascal Guimier quitte France 2 et rejoint à Strasbourg la chaîne européenne Arte comme directeur de l'information.
Il a la responsabilité d’une rédaction bilingue et binationale franco-allemande d'environ 70 personnes dont une cinquantaine de journalistes (en comptant le réseau de pigistes et de correspondants dans le monde entier) produisant chaque jour un journal franco-allemand à 12 h 45, ainsi qu'un journal du soir réalisé en deux éditions (pour un contenu identique), la première en allemand (19 h 10) et la seconde en français à 19 h 45.
Sous la responsabilité directe de Pascal Guimier sont également placés deux magazines hebdomadaires, le premier d’investigation internationale ("Arte Reportage", 52 min) le second culturel ("Square", 42 min). Par ailleurs, la direction de l'Information d'Arte a la tutelle de magazines délégués comme "Metropolis", "Le Blogueur", "Yourope" ainsi que "Le Dessous des cartes".
Pascal Guimier a développé l'activité des rédactions sur internet, veillant à ce que l'ensemble des journalistes soient formés à l'écriture web.
"Arte Journal" tout comme "Arte Reportage" produisent des web-séries d'actualité ainsi que des web-docus d'approfondissement dont plusieurs ont été primés, notamment au Festival professionnel de La Rochelle (2011) ou bien par le "Grimme-Preis" ("online award" en juin 2012).
Afin de mieux rendre compte des "printemps arabes", en donnant la parole directement à ses acteurs, une vaste plate forme internet ("Génération Révolution") a également été lancée en mars 2011.
La web-série "Les Indignés", réalisée simultanément dans 6 pays (dont Israël), a quant à elle reçu le Prix franco-allemand du journalisme dans la catégorie Multimédia en juin 2012.
Pascal Guimier a achevé son second mandat de directeur de l'Information le 31 décembre 2012 et a quitté la rédaction d'Arte à la fin mars 2013.
Intervenant au CUEJ (Centre Universitaire d'Enseignement du Journalisme), membre des jurys d'admission à l'EM Strasbourg Business School, Pascal Guimier a créé une société de conseils en médias et notamment rédigé une étude sur La prise de parole des intellectuels et l'expression des idées dans les médias européens, à la demande du nouveau directeur des programmes d'Arte, Alain Le Diberder.
Pascal Guimier a aussi préparé avec Julie Joly (directrice du CFJ) la "Semaine de l'Histoire", organisée conjointement par l'école de journalisme et l’École normale supérieure (rue d'Ulm), avec "France Culture" comme partenaire. Le colloque a eu lieu du 21 au 25 octobre 2013 et a réuni des historiens français et internationaux de haut niveau ainsi que des représentants des médias ou des témoins des Révolutions. Les débats ont été retransmis sur France Culture et diffusés sur internet.

### TV5Monde
Pascal Guimier est nommé Directeur de la rédaction de la chaîne francophone mondiale  1er octobre 2013, notamment pour lancer un nouveau concept 64' Le Monde en français, tranche quotidienne d'info diffusée 7 jours sur 7 à 18 h (heure de Paris). Ce grand rendez-vous avec des invités en plateau ou duplex fait travailler l'ensemble des journalistes de la chaîne, soit plus d'une centaine de confrères et correspondants, privilégiant le regard francophone sur l'actualité internationale et culturelle.
En avril 2017, Pascal Guimier est promu au poste de Directeur adjoint de l'Information.
Il quitte tv5Monde en février 2020.